# Hermaringen
Hermaringen – miejscowość i gmina w Niemczech, w kraju związkowym Badenia-Wirtembergia, w rejencji Stuttgart, w regionie Ostwürttemberg, w powiecie Heidenheim, wchodzi w skład wspólnoty administracyjnej Giengen an der Brenz. Leży w Jurze Szwabskiej, nad rzeką Brenz, ok. 12 km na południowy wschód od Heidenheim an der Brenz, przy granicy z Bawarią. Przez gminę przebiega droga krajowa B19.

## Współpraca

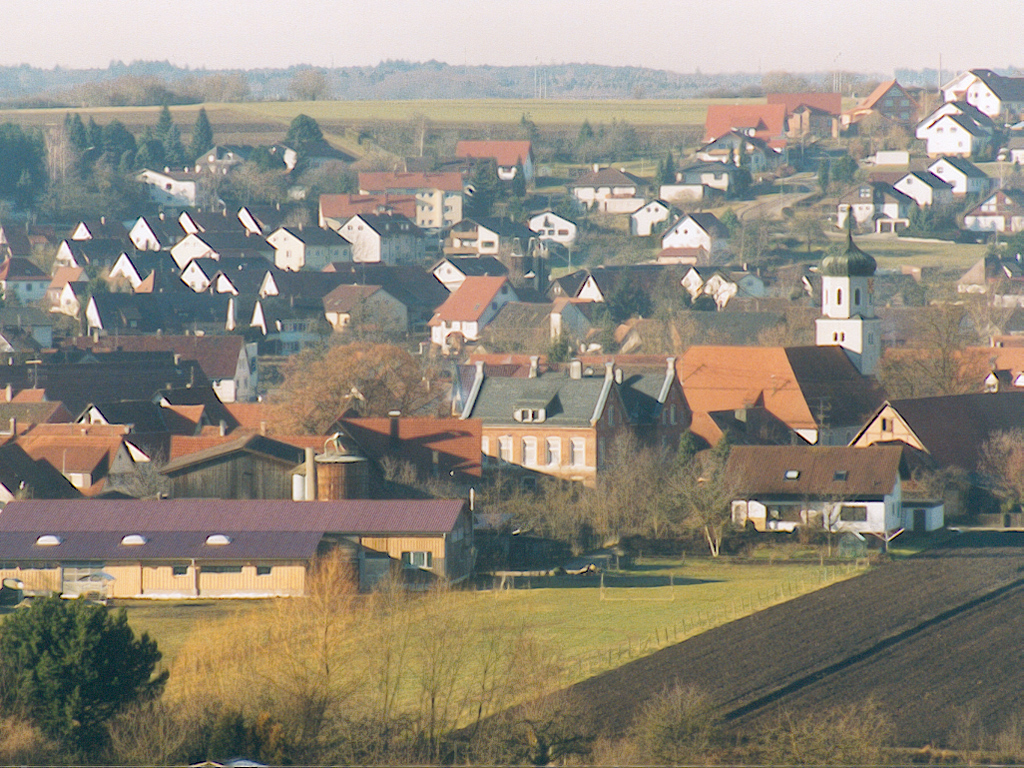
Hermaringen

Miejscowość partnerska:
- Claußnitz, Saksonia